# Фервју (Тенеси)
Фервју (енгл. Fairview) град је у америчкој савезној држави Тенеси.

## Демографија
По попису из 2010. године број становника је 7.720, што је 1.92 (33,1%) становника више него 2000. године.
| Група             | 2000.         | 2010.         |
| Белци             | 5.581 (96,2%) | 7.262 (94,1%) |
| Афроамериканци    | 38 (0,7%)     | 83 (1,1%)     |
| Азијати           | 14 (0,2%)     | 48 (0,6%)     |
| Хиспаноамериканци | 86 (1,5%)     | 217 (2,8%)    |
| Укупно            | 5.800         | 7.720         |